# أبو بصير
أبو بصير «عتبة بن أسيد الثقفي وقيل عُبيد» صحابي من المستضعفين ممن أسلموا في مكة، كان حليف بني زهرة قبل اسلامه ثم خرج إلى النبي محمد في المدينة المنورة بعد صلح الحديبية، فأرسلت قريش في طلبه رجلين يردّانه، وذلك بمقتضى بنود الصلح الذي عُقد، وهو أن يردّ النبي إليهم كل من جاء مُسلمًا، وعلى ذلك ردّه النبي معهما ووصّاه بالصبر، وفي الطريق قتل أبو بصير أحد الرجلين وهرب الآخر للمدينة، ليلحقه أبو بصير إلى النبي موضحًا له، أنه قد وفّى ذمته وردّه إليهم وأن الله قد أنجاه منهم، وانطلق بعدها إلى منطقة تسمى العيص، وهناك التحق به رجالٌ ممن حال الصُلح في خروجهم للنبي، حالهم كحال أبو بصير، منهم أبو جندل بن سهيل، وانضم كذلك آخرون، فاجتمعت منهم عصابة، فكانوا يعترضون رجال قريش وقوافلهم، فيقتلوهم، ويأخذوا أموالهم، فأرسلت قريش إلى النّبي تناشدُه الله والرّحم أن يرسل إليهم أن من أتاه منهم فهو آمن، فجاء كتاب النبي وأبو بصير قد شارف الموت ، فمات والكتاب بيده يقرأه، فصلّى عليه أبو جندل ودفنه مكانه.

## اسمه ونسبه
هو عتبة بن أسيد بن جارية بن أسيد بن عبد الله بن سلمة بن عبد الله بن غيرة بن عوف بن ثقيف. وقيل هو عبيد بن أسيد بن جارية، وهو حليف بني زهرة.

## خروجه من مكة
بعدما رجع النبي ﷺ إلى المدينة المنورة من الحديبية، اشتد العذاب على الضعفاء في مكة حتى لم يطيقوا له احتمالاً، واستطاع أبو بصير أن يهرب من حبسه، فمضى من ساعته إلى المدينة يحمله الشوق ويحدوه الأمل في صحبة النبي ﷺ وأصحابه. فمضى يطوي قفار الصحراء، وتحترق قدماه على الرمضاء حتى وصل المدينة فتوجه إلى مسجدها، فبينما النبي ﷺ في المسجد مع أصحابه، إذ دخل عليهم أبو بصير عليه أثر العذاب وعناء السّفر، وما كاد أبو بصير يلتقط أنفاسه حتى أقبل رجلان من كفار قريش فدخلا المسجد، فلما رآهما أبو بصير فزع واضطرب، وعادت إليه صورة العذاب، فإذا هما يصيحان: «يا محمد رده إلينا بالعهد الذي جعلت لنا»، فتذكر النبي ﷺ عهده لقريش أن يرد إليهم من يأتيه من مكة. فدعا أبا بصير فقال له: «يا أبا بصير، إن هؤلاء القوم قد صالحونا على ما قد عملت، وإنا لا نغدر، فالحق بقومك.»
فقال: «يا رسول الله، تردني إلى المشركين يفتنوني في ديني؟» فقال رسول الله ﷺ : «اصبر يا أبا بصير واحتسب لك ولمن معك من المستضعفين من المؤمنين فرجاً ومخرجاً». فخرج معهما أبو بصير فلما جاوزا المدينة نزلا لطعام، وجلس أحدهما عند أبي بصير وغاب الآخر ليقضي حاجته. فأخرج القاعد عند أبي بصير سيفه ثم أخذ يهزه ويقول مستهزئاً بأبي بصير: «لأضربن بسيفي هذا في الأوس والخزرج يوماً إلى الليل». فقال له أبو بصير: «والله إني لأرى سيفك هذا يا فلان جيداً». فقال: «أجل والله إنه لجيد لقد جربت به .. ثم جربت». فقال أبو بصير: «أرني أنظر إليه». فناوله إياه .. فما كاد السيف يستقر في يده .. حتى رفعه ثم هوى به على رقبة الرجل فأطار رأسه. فلما رجع الآخر من حاجته، رأى جسد صاحبه ممزقاً مجندلاً، ففزع وفرّ حتى أتى المدينة، فدخل المسجد يعدو. فلما رآه ﷺ مقبلاً فزعاً قال: «لقد رأى هذا ذعراً». فلما وقف بين يديه ﷺ صاح من شدة الفزع قائلاً: «قُتل والله صاحبي، وإني لمقتول.» فلم يلبث أن دخل عليهم أبو بصير تلتمع عيناه شرراً والسيف في يده يقطر دماً. فقال: «يا نبي الله، قد أوفى الله ذمتك، قد رددتني إليهم ثم أنجاني الله منهم». فقال ﷺ : «ويل أمه مسعر حرب، لو كان معه رجال». ثم تذكر عهده مع قريش فأمر أبا بصير بالخروج من المدينة، فسمع أبو بصير وأطاع.

## جهاده
نزل بالعيص وكان طريق أهل مكة إلى الشام فسمع به من كان بمكة من المسلمين فلحقوا به حتى كان في عصبة من المسْلّمين قريب من ستين أو سبعين وكانوا لا يظفرون برجل من قريش إلا قتلوه ولم يمر بهم عير إلا اقتطعوها حتى كتبت فيهم قريش إلى رسول الله ﷺ يسألونه بأرحامهم لما آواهم فلا حاجة لنا بهم ففعل رسول الله ﷺ فقدموا عليه المدينة. وقيل: إن أبو جندل بن سهيل كان ممن لحق بأبي بصير.

## وفاته
قدم كتاب رسول الله ﷺ على أبو جندل .. وأبو بصير يحتضر ..! فمات وكتاب رسول الله ﷺ بيده يقرؤه ..فدفنه أبو جندل مكانه وصلى عليه هو ومن معه.